# بودنزه‌کرایس
بودنسیکرایس (به آلمانی: Bodenseekreis) یک rural district of Baden-Württemberg و منطقه‌ای روستایی در آلمان است که در توبینگن واقع شده‌است.

## خصوصیات
بودنسیکرایس ۲۰۲٬۵۲۹ نفر جمعیت دارد.